# Pascal Kalemba
Pascal Lukoki Kalemba (Kinshasa, 26 de fevereiro de 1979 – Limete, 27 de novembro de 2012) foi um futebolista da República Democrática do Congo que atuava como goleiro.

## Carreira em clubes
Iniciou a carreira em 2001, no TP Mazembe, onde jogaria até 2003. Passaria ainda por Vita Club, Saint Eloi Lupopo, Delta Téléstar,  DC Motema Pembe e Missile, seu último clube.

## Seleção
Kalemba defendeu a Seleção da República Democrática do Congo entre 2001 e 2006 em 25 partidas. Esteve presente em duas edições da Copa das Nações Africanas (2002 e 2006).

## Morte
Kalemba morreu em 27 de novembro de 2012, em Limete (arredores de Kinshasa) após sofrer uma crise súbita. Sua morte repercutiu em toda a República Democrática do Congo.

## Títulos
TP Mazembe
- Linafoot: 2001

Delta Téléstar
- Copa do Gabão: 2006

Motema Pembe
- Linafoot: 2008